# Acronicta nobilis
Acronicta nobilis là một loài bướm đêm trong họ Noctuidae.